# Comme des chiens enragés
Pour plus de détails, voir Fiche technique et Distribution.
Comme des chiens enragés (Come cani arrabbiati) est un poliziottesco italien coécrit et réalisé par Mario Imperoli, sorti en 1976. Il est inspiré à la fois des Chiens enragés (Cani arrabbiati), un film réalisé Mario Bava en 1973 et pas encore distribué à l'époque, et du massacre du Circeo de septembre 1975.

## Synopsis
Dans la Rome des années 1970, un jeune homme issu d'une riche famille italienne, Tony, mène une double vie. Étudiant exemplaire, il tue l'ennui avec ses deux amis Rico et Silvia en laissant libre cours à leurs bas instincts. Leur quotidien est rythmé par des braquages, des viols ou encore des meurtres de prostituées. Face à cette folie meurtrière, le commissaire Muzi, épaulé par sa collègue Germana, tente de les démasquer. Fils d'un homme politique fortuné et lui-même corrompu, Tony se croit intouchable. Un jeu du chat et de la souris commence entre le policier déterminé et la bande de délinquants sadiques...

## Fiche technique
- Titre original : Come cani arrabbiati
- Titre français : Comme des chiens enragés
- Réalisation : Mario Imperoli
- Scénario : Piero Regnoli et Mario Imperoli
- Montage : Otello Colangeli
- Musique : Mario Molino
- Photographie : Romano Albani
- Société de production : Roma International, Production Silva 70 et Salamandra Cinematografica
- Société de distribution : Cia Cinematografica
- Pays d'origine :  Italie
- Langue originale : italien
- Format : couleur
- Genre : poliziottesco
- Durée : 95 minutes
- Dates de sortie :
  - Italie : 2 août 1976

## Distribution
- Jean-Pierre Sabagh : Inspecteur Paolo Muzi
- Annarita Grapputo : Silvia
- Paola Senatore : Germana
- Cesare Barro : Tony Ardenghi
- Luis La Torre : Rico
- Gloria Piedimonte
- Mario Farese
- Silvia Spinozzi : Maîtresse d'Enrico Ardenghi
- Mario Novelli
- Anna Curti
- Pietro Quinzi
- Paolo Carlini : Enrico Ardenghi
- Giovanna Chemeri : Prostituée rousse
- Quinto Gambi : Homme battu au restaurant
- Sergio Mioni : Homme dans la villa